# Svetska federacija za podvodne aktivnosti
Svetska federacija za podvodne aktivnosti (fr. Confédération Mondiale des Activités Subaquatiques, CMAS) je međunarodna federacija koja predstavlja podvodne aktivnosti u podvodnom sportu i podvodnim naukama, i nadgleda međunarodni sistem rekreativne obuke za ronjenje s disalicom i bocom. Ona je poznat je i pod engleskim imenom World Underwater Federation i španskim imenom Confederación Mundial De Actividades Subacuáticas. Njeno osnivanje u Monaku tokom januara 1959. godine čini je jednom od najstarijih organizacija za ronjenje na svetu.

## Poreklo
Međunarodni kongres ronilačkih federacija koje predstavljaju sve podvodne discipline sastao se u Briselu 28. septembra 1958. Nacionalni delegati prisustvovali su iz sledećih zemalja: Belgije, Brazila, Francuske, Savezne Republike Nemačke, Grčke, Italije, Monaka, Portugalije, Švajcarske, Sjedinjenih Američkih Država i bivše Jugoslavije. U skladu sa odlukama sa tog kongresa, u Monaku je održan sastanak od 9. do 11. januara 1959. godine, kojim je zvanično osnovana Svetska federacija za podvodne aktivnosti, sa skraćenicom zasnovanom na njenom francuskom nazivu CMAS.
Osnivač i ključni zagovornik CMAS-a bio je francuski podvodni istraživač i pionir ronjenja Žak Kusto, koji je izabran za inauguralnog predsednika sa Luiđijem Ferarom, italijanskim podvodnim pionirom, imenovanim za potpredsednika.
CMAS je nasledio Comité des Sports Sous-Marins (Odbor za podvodni sport) Međunarodne konfederacije sportskog ribolova (Confederation Internationale de la Peche Sportive), koja je osnovana 22. februara 1952.

## Priznanja, sporazumi i pripadnosti

### Priznanja
Organizacije koje priznaju CMAS kao međunarodnu federaciju za podvodni sport i aktivnosti uključuju:
- Međunarodni olimpijski komitet (IOC)[4][5]
- [6]
- (ranije Generalna asocijacija međunarodnih sportskih federacija (GAISF))[7]
- Svetske Igre[8]
- Svetska antidoping agencija (WADA) [9]

### Sporazumi
- Sporazum sa Međunarodnom federacijom za spasavanje života (ILSF) potpisan je 21. oktobra 1994. godine o priznavanju ILSF-ovih spasilačkog ronioca i instruktora.[10]
- Sporazum sa Profesionalnim udruženjem instruktora ronjenja (PADI) potpisan je 30. januara 1998. u Anahajmu u kontekstu sistema prepoznavanja ronilaca koji se kreću između šema obuke CMAS i PADI.[11]

## Federacije članice
CMAS članstvo se sastoji od najmanje 130 nacionalnih federacija sa pet kontinenata:
| Afrika | Amerika | Azija | Evropa | Okeanija |
| --- | --- | --- | --- | --- |
| - Alžir (Fédération Algerienne De Sauvetage De Secourisme Et Des Activites Subaquatiques) - Zelenortska Ostrva (Federacao Cabo Verde Desportivo Subm. José Maria Aquatico Herrer) - Egipat (Egyptian Underwater & Lifesaving Federation) - Kenija (Kenya Lifesaving Federation) - Madagaskar (Fédération Malgache De Plongée Sous Marinem) - Maroko (Federation Royale Marocaine De Plongée Et Activites Subaquatiques) - Mauricijus (Mauritian Scuba Diving Association) - Namibija (Namibia Underwater Federation) - Džibuti (Federation Djiboutienne De Sports Subaquatiques) - Sejšeli (Scuba Divers Federation Of Seychelles) - Sejšeli (Submarine Activity Federation Seychelles) - Južna Afrika (Cmas Instructors South Africa) - Južna Afrika (South African Underwater Sports Federation) - Tunis (Fédération Des Activites Subaquatiques De Tunisie) - Tunis (Fédération Tunisienne Des Pêches Sportives) | - Sjedinjene Države (United States Underwater Sport Federation) - Sjedinjene Države (U.S. Freediving Federation) - Sjedinjene Države (Underwater Society Of America) - Argentina (FederaciÓn Argentina De Actividades Subacuaticas) - Argentina (Asociación De Hockey Subacuático De Argentina) - Brazil (Confederaço Brasileira De Pesca E Desportos SubaquÁticos) - Kanada (Canadian Underwater Games Association) - Kanada (Association Des Moniteurs De La Cmas Qc) - Kanada (Canadian Diving Program) - Čile (Federación Deportiva Nacional De Actividades Subacuáticas Y Salvamento Acuático) - Kolumbija (Federacion Colombiana De Actividades Subauaticas) - Kuba (Federacion Cubana De Actividades Subacuaticuas) - Ekvador (Federación Ecuatoriana De Buceo Y Actividades Subacuaticas) - Meksiko (Federacion Mexicana De Actividades Subacuaticas A.C.) - Meksiko (International Diving Instructors Mexico) - Peru (Federacion Deportiva Peruana De Actividades Subacuaticas) - Urugvaj (Federacion Uruguaya De Actividades Subacuaticas) - Venecuela (Federacion Venezolana De Actividades Subacuaticas) | - Ujedinjeni Arapski Emirati (Fujairah International Marine Club) - Kina (Chinese Underwater Association) - Hongkong (Hong Kong Underwater Association) - Indija (Underwater Sport Association India) - Indonezija (Indonesian Subaquatic Sport Association) - Iran (Islamic Republic Of Iran Lifesaving Federation) - Jordan (Royal Jordanian Marine Sports Federation) - Japan (Japan Cmas Instructor Association) - Japan (Japan Underwater Sports Federation) - Japan (Japan Educational Facilities Federation) - Japan (Jcs) - Japan (Marine Techno Educational System Diving Division) - Japan (Kansai Sports Diving Federation Japan) - Kazahstan (Underwater Federation Republic Of Kazakhstan) - Kuvajt (Kuwait Academy For Diving & Swimming) - Kuvajt (Kuwait Diving And Lifesaving Committee) - Kirgistan (Kyrgyz Underwater Federation) - Liban (Lebanon Water Festival) - Malezija (Malayan Sub Aqua Club) - Malezija (Malaysia Coastal Subaquatic Federation) - Maldivi (Maldives Underwater Federation) - Severna Marijanska Ostrva (Toa Engineering Corporation) - Palestina (Palestinian Swimming & Aquatic Sport Federation) - Filipini (Philippine Federation Of Cmas Underwater Activities) - Filipini (Philippine Association On Underwater Activities) - Saudijska Arabija (Saudi Arabia Maritime Sports Federation) - Singapur (Singapore Underwater Federation) - Južna Koreja (Asia Diving Council) - Južna Koreja (Korea Underwater Association) - Sirija (Syrian Underwater Sport Federation) - Kineski Tajpej (Chinese Taipei Underwater Federation) - Kineski Tajpej (Taiwan Technical & Science Diving Association) - Tajland (Association Of Thailand Underwater Sports) - Vijetnam (Vietnam Aquatic Sports Association) | - Jermenija (Armenian Federation Of Underwater Sports) - Austrija (Austrian Diving Federation) - Belorusija (Belarus Federation Of Underwater Sport) - Belgija (Royal Belgian Diving Federation) - Belgija (Groupe Belge De Recherches Scientifiques Sous-Marines) - Bosna i Hercegovina (Diving Association Of Bosnia And Herzegovina) - Bugarska (Bulgarian National Association Of Underwater Activity) - Bugarska (Federation Bulgare De Peche Sous Marine) - Hrvatska (Croation Diving Federation) - Hrvatska (Croatian Federation Of Sports Fishing On Sea) - Kipar (Cyprus Federation Of Underwater Activities) - Danska (Danish Sports Diver Federation) - Estonija (Estonian Underwater Federation) - Finska (Finnish Divers' Federation) - Francuska (Fédération française d'études et de sports sous-marins) - Georgia (Georgian Underwater Sports Federation) - Germany (Verband Deutscher Sporttaucher E.V.) - Velika Britanija (Sub-Aqua Association) - Grčka (Hellenic Federation For Underwater Activities & Sportfishing) - Grčka (Hellenic Swimming Federation) - Mađarska (Hungarian Divers Federation) - Mađarska (Underwater Explorers' Federation) - Irska (Irish Underwater Federation) - Izrael (Israeli Diving Federation) - Italija (Federazione Italiana Pesca Sportiva E Attivita Subacquee) - Italija (Comitato Italiano Ricerche Studi Subaquei) - Italija (International Academy Of Underwater Sciences And Techniques) - Italija (Nadd Global Diving Agency) - Italija (Asd Acqua Team) - Italija (Union Italienne Sport Pour Tous) - Italija (Associazione Cmas Diving Center Italia) - Italija (Associaziona Nazionale Istruttori Subacquei) - Italija (Federazione Italiana Attivita Subacquee) - Italija (Federazione Italiana Sport Acquatici) - Italija (Asi-Alleanza Sportiva Italiana Divisione Subacquea) - Italija (Esa Worldwide) - Italija (Albatros Progetto Paolo Pinto) - Letonija (Cmas Baltic Sporta Biedrtba) - Letonija (Latviajas Zemudens Sporta Federacija) - Lihtenštajn (Liechtensteiner Tauchsport Verband) - Litvanija (Lithuanian Underwater Sport Federation) - Luksemburg (Federation Luxembourgeoise) - Makedonija (Macedonian Diving Federation) - Malta (Federation Of Underwater Activities Malta) - Moldavija (Federation Of Underwater Activities Of The Republic Of Moldova) - Monako (Federation Monegasque Des Activites Subaquatiques) - Crna Gora (Diving Association Of Montenegro) - Norveška (Norwegian Diving Federation) - Holandija (Nederlandse Onderwatersport Bond) - Poljska (Underwater Activity Commission Polish Tourist Country-Lovers Society) - Poljska (Polish Underwater Frderation) - Poljska (Commission Diving Nationale Defense League) - Portugal (Federation Portugaise D'Activites Subaquatiques) - Rusija (Russian Underwater Federation) - San Marino (Federazione Sammarinese Attivita Subacquee) - Srbija (Serbian Underwater Association) - Slovačka (Slovak Diving Association) - Slovenija (Slovenian Diving Federation) - Španija (Federacion Espanola De Actividades Subacuaticas) - Švedska (Swedish Sportsdiving Federation) - Švajcarska (Schweizer Unterwassersport-Verband) - Švajcarska (Cmas.Ch) - Češka (Divers Association Of Czech Republic) - Turska (Turkish Underwater Sports Federation) - Ukrajina (Public Organization Ukrainian Federation Of Underwater Sport And Underwater Activities) | - Australija (Australian Underwater Federation) - Tahiti (Fédération Tahitienne De Sports Subaquatique De Compétition) - Novi Zeland (New Zealand Underwater Association) |

## Literatura
- „Members' database, International NGO”. International Union for Conservation of Nature. Приступљено 1. 9. 2012.
- „The Technical Committee”. Confédération Mondiale des Activités Subaquatiques. Архивирано из оригинала 27. 11. 2022. г. Приступљено 30. 11. 2010.
- „The Sport Committee”. Confédération Mondiale des Activités Subaquatiques. Архивирано из оригинала 27. 11. 2022. г. Приступљено 30. 11. 2010.
- „Scientific Committee”. Confédération Mondiale des Activités Subaquatiques. Архивирано из оригинала 17. 10. 2020. г. Приступљено 30. 11. 2010.
- „The Steering Committee”. Confédération Mondiale des Activités Subaquatiques. Архивирано из оригинала 15. 06. 2013. г. Приступљено 23. 4. 2013.
- „About Aquathlon”. Confédération Mondiale des Activités Subaquatiques. Архивирано из оригинала 18. 10. 2022. г. Приступљено 1. 9. 2012.
- „About Orienteering”. Confédération Mondiale des Activités Subaquatiques. Архивирано из оригинала 17. 10. 2020. г. Приступљено 1. 9. 2012.
- „About Sport Diving”. Confédération Mondiale des Activités Subaquatiques. Архивирано из оригинала 21. 10. 2020. г. Приступљено 1. 9. 2012.
- C.M.A.S. Diver, Training Program Diver. Version 2007/01. Confédération Mondiale des Activités Subaquatiques. 7. 2. 2008.
- Flemming, N. C.; Max, M. D., ур. (1988), Code of Practice for Scientific Diving: Principles for the Safe Practice of Scientific Diving in Different Environments. UNESCO Technical Papers in Marine Science 53 (PDF), Scientific Committee of Confédération Mondiale des Activités Subaquatiques, Paris (France): United Nations Educational, Scientific, and Cultural Organization, Div. of Marine Sciences, ISSN 0503-4299, OCLC 18056894, Архивирано из оригинала (PDF) 22. 03. 2011. г., Приступљено 8. 2. 2013
- „Learn To Dive”. Confédération Mondiale des Activités Subaquatiques. Архивирано из оригинала 17. 10. 2022. г. Приступљено 28. 1. 2013.
- „CMAS International Diver Training Standards and Procedures Manual”. Confédération Mondiale des Activités Subaquatiques. Архивирано из оригинала 13. 10. 2022. г. Приступљено 28. 1. 2013.
- „CMAS Diving Centers”. Confédération Mondiale des Activités Subaquatiques. Архивирано из оригинала 13. 10. 2022. г. Приступљено 27. 10. 2012.
- „Federations affiliated to the CMAS Technical Committee”. Confédération Mondiale des Activités Subaquatiques. Архивирано из оригинала 13. 10. 2022. г. Приступљено 27. 10. 2012.
- „Welcome to CMAS Instructors South Africa”. CMAS Instructors South Africa. Архивирано из оригинала 21. 09. 2018. г. Приступљено 28. 10. 2012.
- „ORGANIZATIONAL STANDARDS”. Scuba Educators International. Архивирано из оригинала 20. 2. 2012. г. Приступљено 28. 10. 2012.
- „Chapter 1 Universal Standards and Procedures”, CMAS International Diver Training Standards and Procedures Manual, Confédération Mondiale des Activités Subaquatiques, стр. 2—3, Архивирано из оригинала 18. 06. 2021. г., Приступљено 28. 1. 2013
- „About the Technical Committee”. Confédération Mondiale des Activités Subaquatiques. Архивирано из оригинала 13. 10. 2022. г. Приступљено 28. 1. 2013.
- „Definition of Snorkel diver and Snorkel diver Instructor grades”. Snorkel Diver Standards. Confédération Mondiale des Activités Subaquatiques. Архивирано из оригинала 18. 06. 2021. г. Приступљено 29. 1. 2013.
- dernp. „Definitions of Diver and Instructor” (PDF). Standards & Requirements Diver and Instructor (Version 2002/00 ). Confédération Mondiale des Activités Subaquatiques. стр. 3. Приступљено 18. 5. 2017.
- „CMAS Introductory SCUBA Experience Training Programme”. CMAS International Diver Training Standards and Procedures Manual. Confédération Mondiale des Activités Subaquatiques. стр. 1. Архивирано из оригинала 18. 06. 2021. г. Приступљено 29. 1. 2013.
- „Standards of Scientific Committee”. Confédération Mondiale des Activités Subaquatiques. Архивирано из оригинала 04. 12. 2022. г. Приступљено 8. 2. 2013.
- Scientific Committee of CMAS (2000),  Norro, Dr Alain, ур., CMAS Standard for Scientific Diver (PDF), Scientific Committee of Confédération Mondiale des Activités Subaquatiques, Архивирано из оригинала (PDF) 12. 12. 2007. г., Приступљено 29. 1. 2013